# Пешков-Сабуров, Фёдор Семёнович
Окольничий Фёдор Семёнович Пешков-Сабуров по прозвищу Муса — воевода, дворянин из потомков татарского мирзы Чета, перешедшего на службу московским князьям. Третий из четырёх сыновей боярина Семёна Фёдоровича Сабурова по прозвищу Пешко.
Во время похода Василия III на Смоленск летом 1513 года оставлен для защиты Москвы. В 1516 или 1517 году получил чин окольничего. В 1516—1517 годах описывал Тверь.
Умер в 1519 году, имел единственного сына Михаила.